# 芝生川
芝生川（しぼうがわ）は、徳島県小松島市を流れる河川である。

## 地理
小松島市芝生町の神田瀬川より北を蛇行しながら東流し、金磯町で小松島湾（紀伊水道）に注ぐ。水源は神田瀬川と同じ田浦の清浄ヶ淵であるが、勝浦川の旧河道であることは明白。
清浄ヶ淵の湧水量は日量1万2000tで、農業用水として利用されている。下流は元禄2年に干拓を開始した金磯町で、河口に潮止水門がある。河口付近に1万トン岸壁と工業団地がある。

## 橋梁
- 弁天橋（徳島県道120号徳島小松島線）
- 芝生川橋

## 流域の主な施設
- 小松島市立小松島中学校
- 徳島県道120号徳島小松島線
- 徳島県道216号花園日開野線

## 流域の自治体
徳島県
小松島市